# Mühlegasse 5

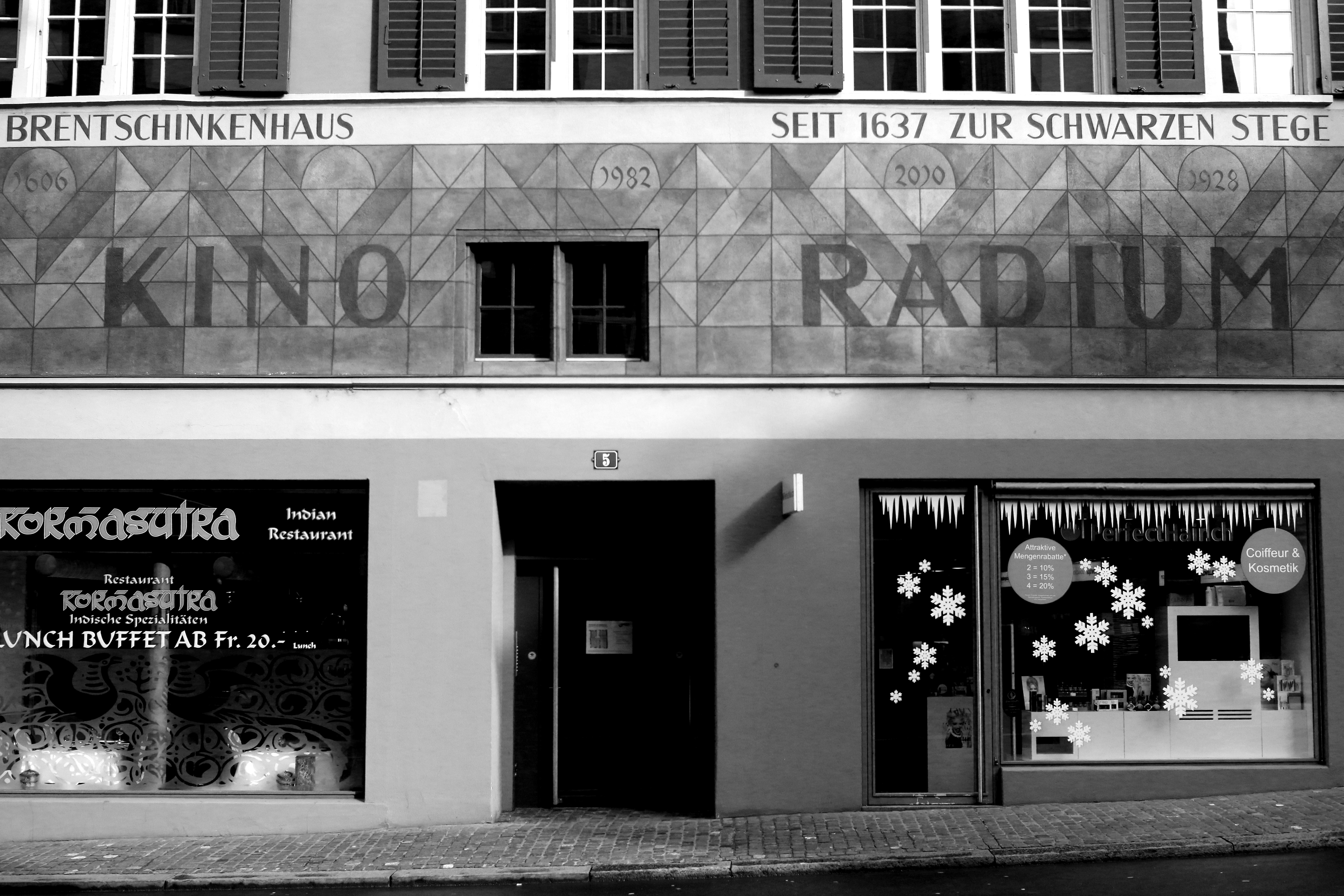
Ansicht der Gebäudefront, Ende Februar 2014

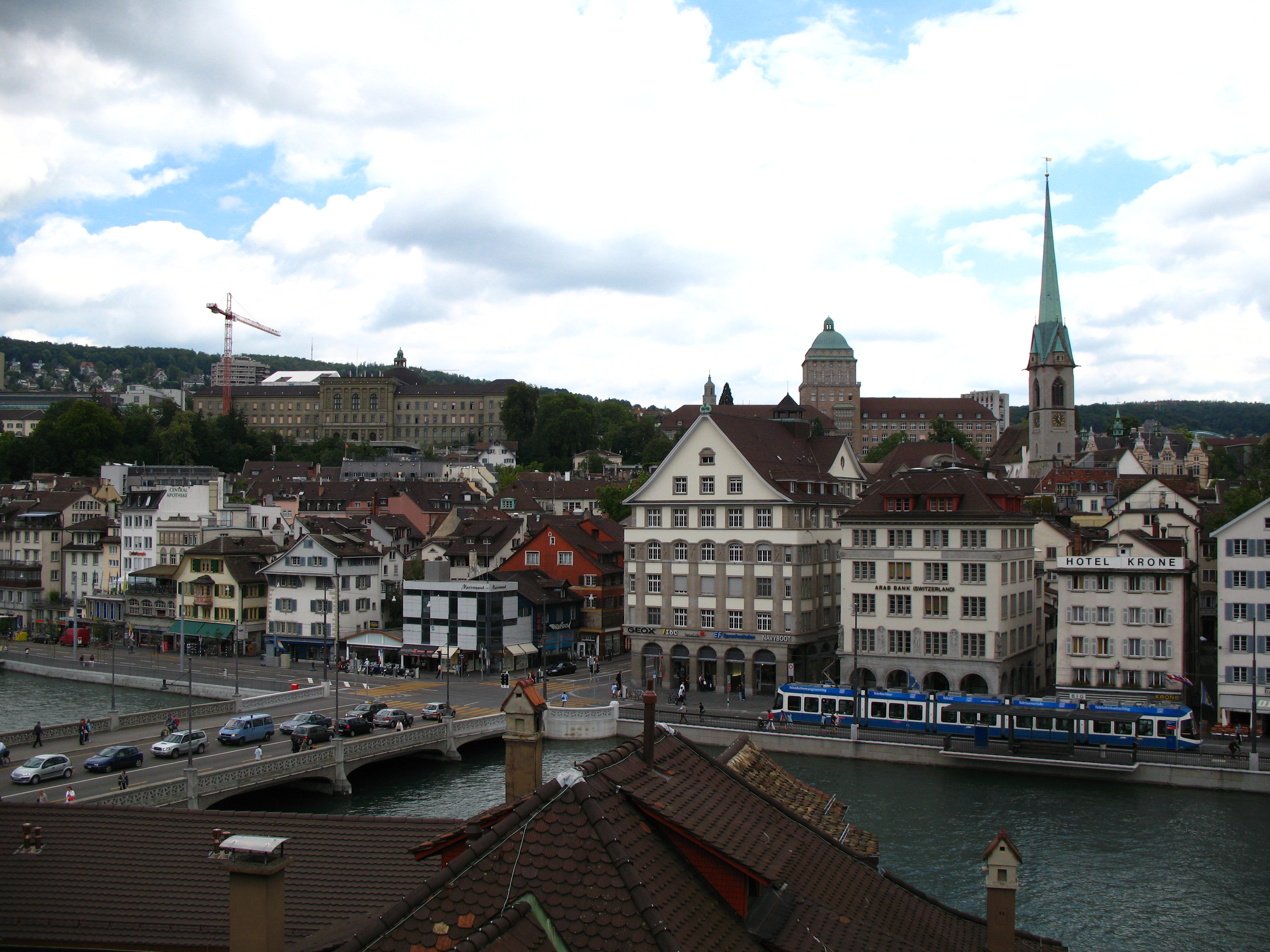
Blick vom Lindenhof über die Limmat mit der Rudolf-Brun-Brücke und dem Limmatquai, das rotbraune Gebäude im Zentrum ist die Mühlegasse 5, 2007

Die Mühlegasse 5 ist ein Wohn- und Geschäftshaus im Niederdorf der Zürcher Altstadt. Der östliche Teil des Gebäudes ist bereits in der Mitte des 14. Jahrhunderts entstanden. Die beiden seinerzeit noch baulich und rechtlich getrennten Teile des Hauses, «Zur Schwarzen Stege» und «Brentschinkenhaus», sind auf dem Murerplan von 1576 schon weitgehend in ihrer heutigen Gestalt erkennbar. Von 1907 bis 2008 war im Erdgeschoss des Ostteils das Kino Radium untergebracht.

## Gebäude

### Lage

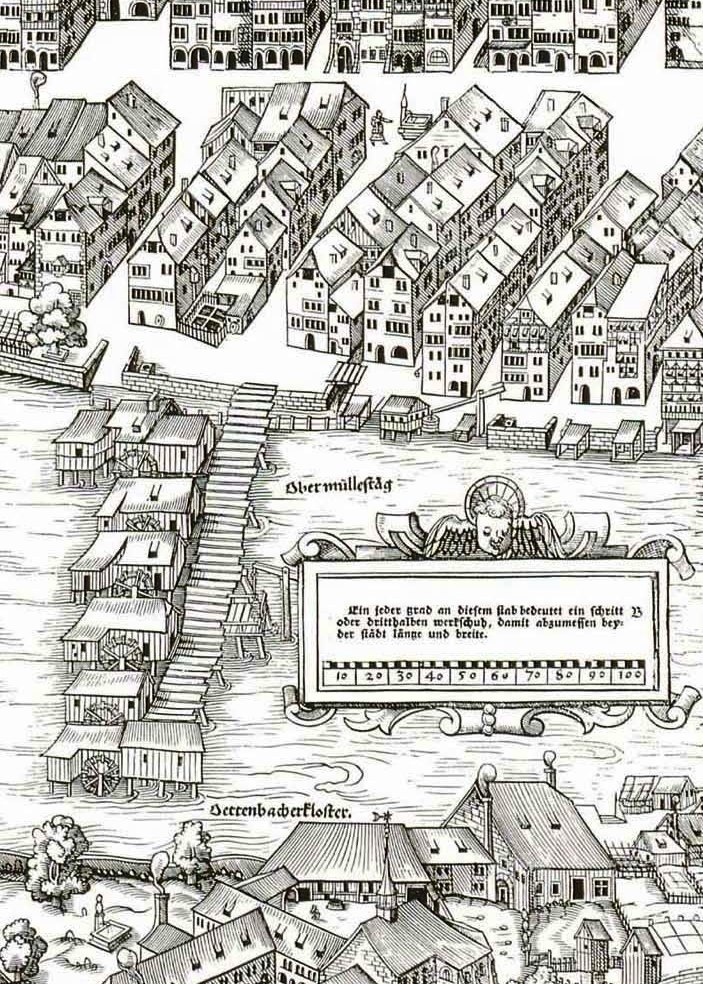
Ausschnitt des Murerplans von 1576, in der Verlängerung des Stegs die heutige Mühlegasse, Nr. 1 mit flachen Schuppen, Nr. 3 etwas zurückgesetztes einteiliges Haus, Nr. 5 mit zwei Gebäudeteilen unterschiedlicher Höhe, Nr. 7 das Eckhaus

Blick über die Uraniabrücke (heute Rudolf-Brun-Brücke) in die Mühlegasse. Die Giebelwand des Hauses auf der linken Strassenseite mit dem kaum erkennbaren Schriftzug «KINO RADIUM» ist die Mühlegasse 5

Mühlegasse 3 und 5, um 1915

Die Mühlegasse 5 befindet sich im Niederdorf der Zürcher Altstadt. In der Nähe liegen Rathaus und Predigerkirche. Das Gebäude Mühlegasse 5 liegt in der Verlängerung der Uraniastrasse über den Limmat, etwa sechzig Meter hinter der Rudolf-Brun-Brücke (früher Uraniabrücke) und dem Limmatquai auf der linken Strassenseite. Im benachbarten historischen Gebäude Mühlegasse 3 (Rotes Mühlerädli) befindet sich der Nachtclub Haifisch, das zur Rechten liegende Haus Mühlegasse 7 ist ein modernes Gebäude mit Wohn- und Geschäftsräumen. Im Erdgeschoss der Mühlegasse 5 (Zur Schwarzen Stege) haben sich ein indisches Restaurant und ein IT-Dienstleister eingemietet, im ersten bis dritten Obergeschoss befinden sich Wohnungen.

### Geschichte
Das Zürcher Niederdorf ist seit dem 12. Jahrhundert (als inferior villa) urkundlich belegt. Am Ort der heutigen Grundstücks Mühlegasse 5 wurden Reste von drei noch älteren Gebäuden gefunden. Einige im Zuge der archäologischen Untersuchung vorgefundene gehobene Ausstattungsmerkmale weisen darauf hin, dass die Bewohner wohlhabend waren. Es handelte sich wahrscheinlich bereits um Müller, nur wenige Meter entfernt, neben der heutigen Rudolf-Brun-Brücke über die Limmat, ragte früher der Obere Mühlesteg mit mehreren Mühlen ins Wasser.
Die Fläche des Grundstücks Mühlegasse 5 liegt in einem Geländebereich, der mindestens seit römisch-frühmittelalterlicher Zeit gegenüber den Ufern der Limmat und dem südlich gelegenen und heute verschwundenen Wolfbach erhöht lag. Ob es sich um eine natürliche Geländestruktur oder um aufgeschüttetes Material in der Art eines Damms handelt ist ungeklärt. Auf dieser Grundlage erfolgte um 900 die grossflächige Aufschüttung eines siltigen Lehmpakets als Planum der Bebauung. Der Boden im Westteil des heutigen Gebäudes wurde in der jüngeren Vergangenheit massiv gestört, so dass eine archäologische Untersuchung nicht mehr sinnvoll war. Der Ostteil war jedoch weitgehend ungestört geblieben. Die erste und zweite Siedlungsphase mit einer Bebauung auf Schwellbalken konnten durch Feuerstellen und andere Funde belegt und auf den Beginn des 10. Jahrhunderts bis in die erste Hälfte des 11. Jahrhunderts datiert werden. Mit der dritten bis sechsten Siedlungsphase ist für den Zeitraum der ersten Hälfte des 11. Jahrhunderts bis um 1100 erstmals eine einfache steinerne Bebauung nachzuweisen, die durch eine Brandkatastrophe abging und mit der Räumung des Geländes in der ersten Hälfte des 12. Jahrhunderts endete. Um 1150 erfolgte die erneute Bebauung, die auch eine gewerbliche Nutzung umfasste, möglicherweise in der Metallverarbeitung. Diese siebte bis neunte Siedlungsphase reicht bis in das 14. Jahrhundert, danach sind keine bodenarchäologischen Befunde mehr erhalten.
Die dendrochronologische Untersuchung des östlichen Dachstuhls ergab das Baujahr 1342. Der älteste urkundliche Nachweis der Bebauung stammt aus dem Jahr 1357. Auf dem Grundstück befanden sich zu diesem Zeitpunkt mindestens zwei, wahrscheinlich drei Gebäude. Der westliche Teil gehörte als eigenständiges Gebäude Johanns Erishopt. Der östliche Teil gehörte der Familie Brentschink, die eine Mühle am Oberen Mühlesteg betrieb. Nach ihr wurde das Haus «Brentschinkenhaus» genannt. Das Hinterhaus wurde «Esteler Hus» genannt, es wurde um 1400 in Stein neu errichtet und verschwand spätestens in der ersten Hälfte des 16. Jahrhunderts, seine Grundfläche wurde dann wahrscheinlich als Hinterhof genutzt. Im Verlauf des 16. Jahrhunderts wurde der heute noch erhaltene westliche Gebäudeteil errichtet, er ist 1576 von Jos Murer auf dem Murerplan abgebildet worden. 1606 kam es hier zu umfangreichen Umbauten, dies konnte durch die dendrochronologische Datierung der Deckenbalken in den oberen Etagen belegt werden. Im östlichen Gebäude befand sich zu dieser Zeit und längstens bis in das 18. Jahrhundert eine Hafnerei. Mindestens bis zur Mitte des 17. Jahrhunderts, als der westliche Teil den Namen «Zur Schwarzen Stege» erhielt, möglicherweise bis etwa 1730, hatten die beiden Häuser verschiedene Besitzer. Um 1730 wurden sie vereinigt und zusammen mit einer Mühle am Mühlesteg verkauft. Die Müllersfamilie Wehrli erwarb das Haus 1772 und blieb bis 1909 Eigentümer. Ende des 18. Jahrhunderts wurde im Ostteil des Gebäudes eine Wagenremise eingerichtet, die erst 1907 einem Ladenlokal und dem Saal des Kino Radium weichen musste.
Im westlichen Erdgeschoss befanden sich noch im frühen 20. Jahrhundert Pferdeställe der Limmatmühlen. Mitte 1907 baute der Hauseigentümer die Remise im östlichen Erdgeschoss zunächst zu einem Ladenlokal um. Noch im selben Jahr wurde dort das Kino Radium eingebaut, der Entwurf stammte von dem Zürcher Architektenbüro Huldi & Pfister. Für den Kinobetrieb wurde im Bereich des Kinos die Decke entfernt, so dass der entstandene Vorführsaal Erdgeschoss und erstes Obergeschoss umfasste. Die Fenster des ersten Obergeschosses wurden zunächst nur provisorisch verschlossen. Rechts unten befand sich der Haupteingang, der direkt auf die Strasse führte.
Irgendwann zwischen 1915 und 1928 wurden fast alle Fenster des ersten Obergeschosses zugemauert. Die so entstandene etwa 15 Meter breite und zwei Meter hohe Fläche wurde 1928 durch den Fassadenmaler Emil Morf (1867–1949) in der heute noch sichtbaren Weise gestaltet. Die Zürcher Denkmalpflege beschrieb die Malerei in einem Bericht: «Die Fassadenmalerei ist ein wertvolles Zeugnis der Farbenbewegung der Zwischenkriegszeit. Parallele Beispiele finden sich nur noch im Umkreis des «Bunten Magdeburg» unter Bruno Taut. Formal vermag sie auch strenge ästhetische Anforderungen zu befriedigen».
Während des 20. Jahrhunderts lebten im Haus Mühlegasse 5 eine Reihe von Zürcher Künstlern. Zu ihnen gehörten der Fotograf Jakob Tuggener (mit seinem Fotolabor), der Schauspieler und Kabarettist Zarli Carigiet, die Schauspielerin Lotte Lieven-Stiefel, der Grafiker Ernst Keller (mit seinem Atelier), der Goldschmied und Hochschullehrer Ernst Dennler, die Bühnen- und Kostümbildnerin Margrit Portmann (mit ihrem Atelier) und ihr Ehemann, der Filmregisseur Hans-Ulrich Schlumpf. Zu den wegen der günstigen Mieten im Haus lebenden Studenten gehörte David Streiff, später Direktor des Locarno Festivals und Vorsteher des Bundesamts für Kultur.
1982 wurde die Fassadenmalerei aufwändig restauriert. Bis dahin hatte sie 54 Jahre überstanden. Ungeachtet der nur ein Vierteljahrhundert zurückliegenden Sanierung war die Fassade des Hauses 2008 durch starke Erosion und massive Putzschäden wieder in einen renovierungsbedürftigen Zustand verfallen. Nachdem Ende Juni 2008 das Kino Radium seinen Betrieb eingestellt hatte, wurde eine umfassende Sanierung des Gebäudes unter Begleitung der Stadtarchitektur Zürich durchgeführt. Die notwendigen Arbeiten fanden in den Jahren 2009 und 2010 statt. Wegen der im Zusammenhang mit Rohrverlegungen zu erwartenden Störungen des Bodengefüges entschloss man sich zu einer archäologischen Untersuchung, obwohl eine Unterkellerung des Gebäudes nicht geplant war.
Heute weist die Wandmalerei neben dem Schriftzug «KINO RADIUM» einige tropfenförmige Kartuschen mit Jahreszahlen auf, die mit der Baugeschichte in Zusammenhang stehen. Zwischen der Wandmalerei und den Fenstern des ersten Obergeschosses befindet sich ein weisses Band mit Aufschriften, die ebenfalls die Geschichte des Hauses erläutern: «1357 BRENTSCHINKENHAUS» und «SEIT 1637 ZUR SCHWARZEN STEGE». Die das Bild des Gebäudes prägende Fassadenmalerei von Emil Morf steht heute unter Denkmalschutz. Der Hauseigentümer hätte es vorgezogen, wenn nach der Sanierung des Gebäudes wieder ein Kinobetrieb eingezogen oder eine «artverwandte» Nutzungsform möglich gewesen wäre. Dafür hat sich jedoch kein Betreiber gefunden.

## Kino

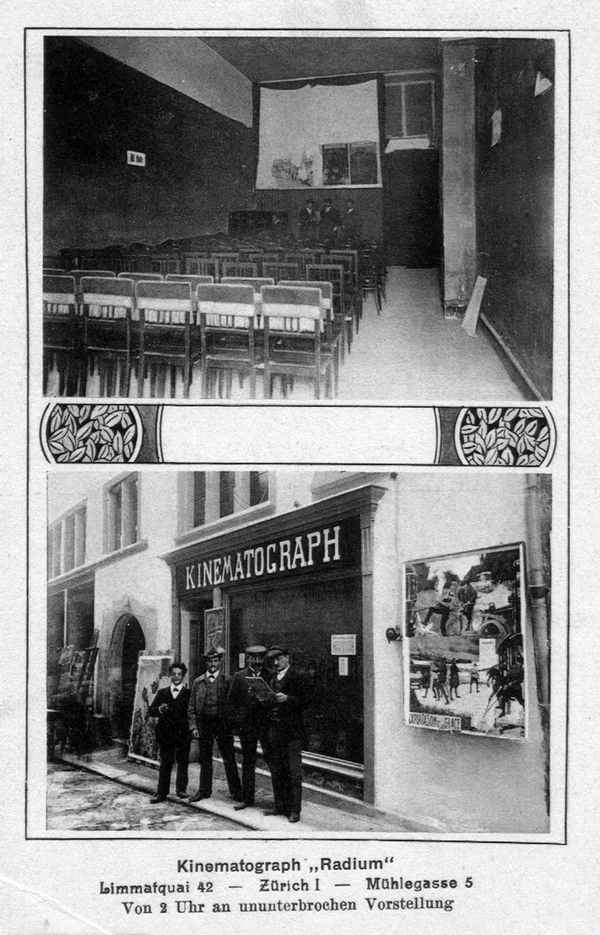
Werbe-Postkarte zur Eröffnung des Kino Radium, 1907

Das Kino Radium wurde von Carl Simon-Sommer als drittes ortsfestes Zürcher Kino am 12. Oktober 1907 eröffnet. Es war ein für die frühe Zeit des Kinos typisches kleines Ladenkino, der Vorführraum war lang und schmal, aber wegen der entfernten Decke wenigstens hoch genug, um die Leinwand erhöht befestigen zu können. Die Möblierung des schmucklosen Saals bestand aus einfachen Holzstühlen und einem Klavier zur musikalischen Begleitung der Stummfilme.
Die Kinowerbung prägte seit der Eröffnung des Kino Radium das äussere Erscheinungsbild des Hauses. In den ersten Jahrzehnten wurde jede nutzbare Fläche der Fassade als Werbefläche genutzt, an der zur Limmat gelegenen Giebelwand des Hauses stand in grosser Schrift «KINO RADIUM» und mit Filmplakaten beklebte Holztafeln an der Aussenwand, Schaukästen mit Fotos und während der Öffnungszeiten bewegliche Tafeln auf dem Fussweg vor dem Kino wiesen deutlich auf die Nutzung hin.
Ende Juni 2008 schloss das Kino Radium endgültig. Während das Kino «Royal» in Baden durch Bürgerproteste vor dem Abriss bewahrt werden konnte und als Kulturhaus Royal Baden weiterbesteht, ist vom Zürcher Kino Radium ausser der Fassadenmalerei nichts mehr erhalten.
Vom Februar bis Mai 2011 fand im Zürcher Haus zum Rech unter dem Titel «Fundort Kino – Archäologie im Kino Radium» eine Ausstellung im Haus bei der Sanierung gefundener Kinoplakate und weiterer Exponate zur Geschichte des Hauses Mühlegasse 5 statt.